# Wapen van Assesse

Het wapen van Assesse sinds 2000.

Het wapen van Assesse is het heraldisch wapen van de Naamse gemeente Assesse. Het werd op 19 juni 2000 aan de gemeente toegekend.

## Geschiedenis
Het gemeentewapen van de fusiegemeente Assesse, die was ontstaan uit de samenvoeging van de gemeenten Assesse, Courrière, Crupet, Florée, Maillen, Sart-Bernard en Sorinne-la-Longue, is dat van de familie Carondelet, die sinds 1549 de heerlijkheid Crupet bezaten en naar wie het kasteel Carondelet aldaar is vernoemd.

## Blazoen
De huidige blazoenering luidt:
D'azur à la bande d'or accompagnée de six besants du même rangés en orle.
Van azuur met een gouden band, vergezeld van zes bezanten van dezelfde kleur geplaatst in de zoom.— Ministerieel Besluit van 19 juni 2000.